# Blonsberg (Naturschutzgebiet)
Koordinaten: 51° 35′ 20″ N, 11° 56′ 10″ O

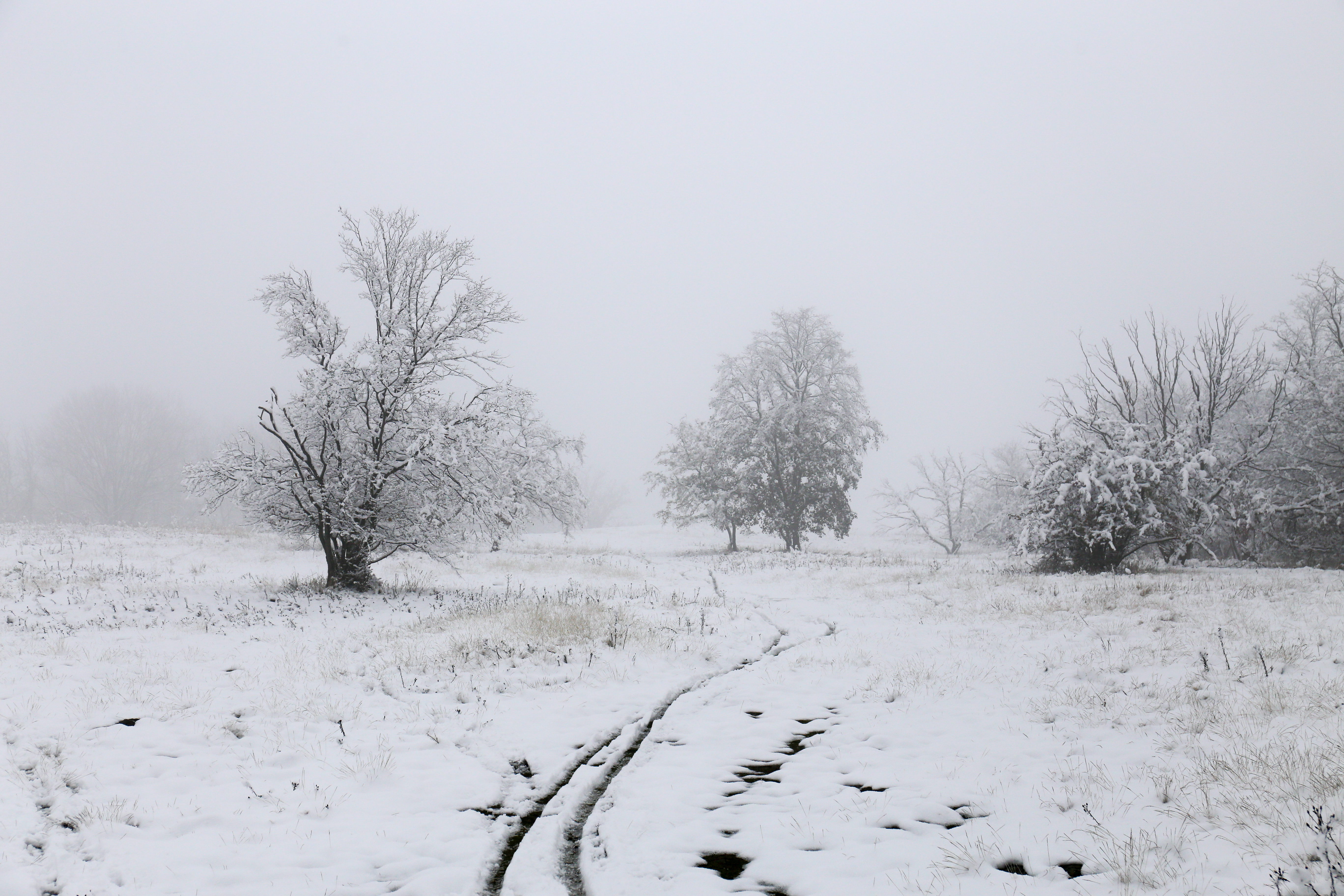
Naturschutzgebiet „Blonsberg“ (Dezember 2022)

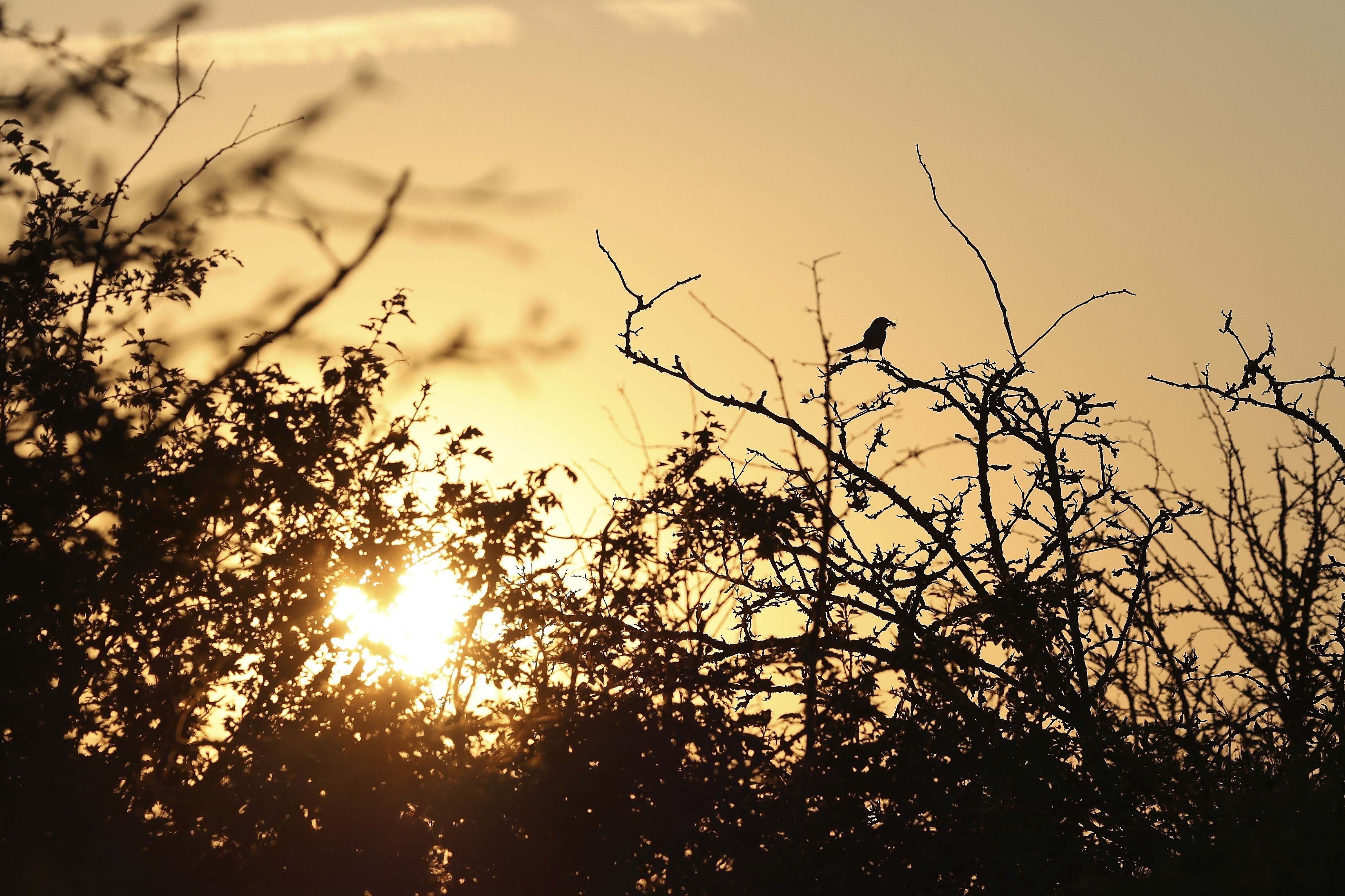
Juni 2024

Der Blonsberg ist ein Naturschutzgebiet in der Gemeinde Petersberg im Saalekreis in Sachsen-Anhalt.
Das Naturschutzgebiet mit dem Kennzeichen NSG 0177 ist rund 31 Hektar groß. Es ist nahezu deckungsgleich mit dem rund 32 Hektar großen FFH-Gebiet „Blonsberg nördlich Halle“ und größtenteils vom Landschaftsschutzgebiet „Petersberg“ umgeben. Das Gebiet steht seit 1998 unter Schutz (Datum der Verordnung: 2. April 1998). Zuständige untere Naturschutzbehörde ist der Saalekreis.
Das Naturschutzgebiet liegt nördlich von Halle (Saale). Es stellt einen wertvollen Halbtrocken- und Trockenrasen auf dem 189,8 Meter hohen Blonsberg, der sich als ein etwa 40 Meter hoher Porphyrhügel aus dem Halleschen Porphyrkomplex erhebt, unter Schutz. Die Rasenflächen sind vielfach mit Hundsrosen-, Weißdorn- und Holundergebüschen verbuscht. Der Osthang des Blonsberges stockt eine winterlindenreicher Traubeneichen-Hainbuchenwald, an den sich nach Norden Bestände aus Kiefern und Robinien anschließen. Auf Lichtungen siedeln Halbtrockenrasengesellschaften, die als Flächennaturdenkmale ausgewiesen sind.
Die Halbtrockenrasen im Naturschutzgebiet werden von Wiesenhafergesellschaften dominiert. In lößbeeinflussten Unterhangbereichen siedeln auch Fiederzwenkenrasen. Auf den Halbtrockenrasen siedeln teilweise seltene Pflanzenarten, darunter Nelkenschmielenhafer, Knäuelglockenblume, Felsengoldstern, Ähriger Blutweiderich, Graue Skabiose, Haarpfriemengras, Frühlingsehrenpreis, Früher Ehrenpreis, Gewöhnliche Kuhschelle, Walliser Schwingel und Kleines Knabenkraut. Das Kleine Knabenkraut hat hier seinen Verbreitungsschwerpunkt im östlichen Teil Deutschlands.
Die Offenlandbereiche sind Lebensraum einer artenreichen Insektenfauna. So kommen hier verschiedene Heuschreckenarten, darunter Gefleckte Keulenschrecke, Rotleibiger Grashüpfer und Kleiner Heidegrashüpfer, Laufkäfer, darunter der Kurzgewölbte Laufkäfer, Schmetterlinge und verschiedene Wildbienen vor. Das Naturschutzgebiet bietet auch Vögeln wie Rot- und Schwarzmilan, Rebhuhn, Neuntöter, Dorn- und Sperbergrasmücke, Ortolan, Grau- und Goldammer einen geeigneten Lebensraum.
Das Naturschutzgebiet grenzt an landwirtschaftliche Nutzflächen des Halleschen Ackerlandes. Im Nordwesten grenzt es an eine Kreisstraße.